# 鮑威爾-斯基夫彗星
鮑威爾-斯基夫彗星（140P/Bowell-Skiff）是一顆屬於木星族的週期彗星。
1983年2月11日，愛德華·鮑威爾及布萊恩·A·斯基夫（Brian A. Skiff）發現該彗星。1998年12月14日，彗星被重新發現，因此得以編號。
彗星與木星的最小軌道相交距離相對較窄，將於2094年12月26日在距離木星僅0.46個天文單位的位置經過，而與土星的最小軌道相交距離則較寬。

## 外部連結
- （英文） Nakano Note (Nakano wa Kangaeru noda) NK 2313 140P/Bowell-Skiff